# 사우스 스트리트의 소매치기
사우스 스트리트의 소매치기(Pickup On South Street)는 미국에서 제작된 사무엘 풀러 감독의 1953년 느와르, 스릴러 영화이다. 리차드 위드마크 등이 주연으로 출연하였고 줄스 쉐머 등이 제작에 참여하였다. 20세기 폭스 스튜디오에 의해 개봉되었다. 1953년 베니스 영화제에서 상영되었다. 2018년, 미국 국립영화등기부의 보존물로 등재되었다.

## 출연

### 주연
- 리차드 위드마크
- 진 피터스
- 델마 리터

### 조연
- 리처드 킬리
- 머빈 바이
- 밀번 스톤
- 윌리스 부쉐이
- 해리 텐브룩
- 팔리 베어
- 버지니아 캐롤
- 윌슨 우드

## 제작진
- 미술: 조지 패트릭
- 미술: 라일 R. 휠러
- 의상: 트라빌라